# Secoiridoide

Secologanin, die Stammverbindung der Secoiridoide

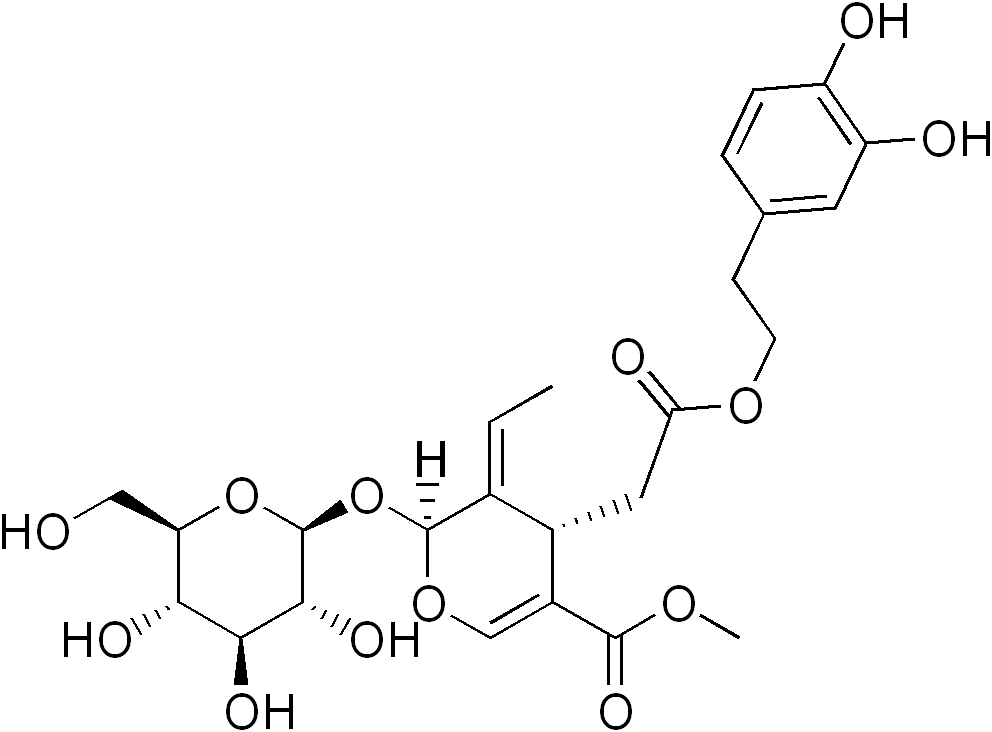
Oleuropein, ein glykosiliertes Secoiridoid

Secoiridoide sind Spezialformen der Iridoide. Sie unterscheiden sich durch eine Spaltung des Cyclopentanringes, was ihnen nur einen heterocyclischen Sechsring überlässt. Die Spaltung kann zur Weitersynthese gebraucht werden, sodass zwei Sechsringe entstehen. Die Stammverbindung der Secoiridoide ist das Secologanin, das eine Schlüsselverbindung in der Biosynthese der meisten Indol-Alkaloide, der China-, Ipecacuanha- und Pyrrolochinolin-Alkaloide sowie einfacher Monoterpen-Alkaloide ist.
| Trivialname                   | Summenformel | relative Molmasse (Mr) | Schmelzpunkt | Spezifischer Drehwinkel [α]D in °·ml·dm−1·g−1 (Lösungsmittel) | CAS-Nummer |
| ----------------------------- | ------------ | ---------------------- | ------------ | ------------------------------------------------------------- | ---------- |
| Secologanin (Lonicerosid)     | C17H24O10    | 388,37                 | amorph       | −105 (Methanol)                                               | 19351-63-4 |
| Secologaninsäure              | C16H22O10    | 374,34                 | amorph       |                                                               | 60077-46-5 |
| Vogelosid                     | C17H24O10    | 388,37                 | amorph       |                                                               | 60077-47-6 |
| Swerosid                      | C16H22O9     | 358,35                 | amorph       | −236 (Wasser)                                                 | 14215-86-2 |
| Swertiamarin (Swertiamarosid) | C16H22O10    | 374,34                 | 113–114 °C   | −127 (Ethanol)                                                | 17388-39-5 |
| Eustomosid                    | C16H22O11    | 390,34                 | amorph       | −123 (Methanol)                                               | 74213-75-5 |
| Eustomorussid                 | C16H24O12    | 408,36                 | amorph       | −73 (Methanol)                                                | 74213-77-7 |
| Secoxyloganin                 | C17H24O11    | 404,37                 |              |                                                               | 58822-47-2 |